# Francoska Četrta republika
Francoska Četrta republika (francosko La Quatrième République française) je bilo obdobje v zgodovini francoske države od konca druge svetovne vojne (po razglasu ustave četrte francoske republike) leta 1946 do uveljavitve nove pete ustave leta 1958. V več pogledih je bila to oživitev stare tretje francoske republike, ki je delovala pred drugo svetovno vojno. Ustava četrte republike je bila sprejeta 13. oktobra 1946.
Četrta republika je bila deležna velike gospodarske rasti in obnove državnih socialnih ustanov in povojne industrije. Imela je pomembno vlogo pri razvoju procesa evropskega povezovanja, ki je spremenil celotno podobo celine. Na državnem nivoju so bili poskusi krepitve izvršilne oblasti z namero preprečitve nestabilnih razmer, ki so obstajale pred vojno. Kljub temu se je v dobrih desetih letih, kolikor je delovala četrta republika, v njej zamenjalo kar 20 vlad. Dodatni problemi so bili povezani z neučinkovitostjo pri odločanju v zvezi z dekolonizacijo. Kot rezultat tega je sledila zrušitev četrte republike, kar so nekateri povezali z državnim udarom (coup d'état), uzakonjena na referendumu 5. oktobra 1958, in posledično ustanovitev nove Pete republike. 

## Oblikovanje Četrte republike

### Začetki Četrte republike
Po osvoboditvi je bil tako režim Tretje republike kot tudi številni politiki zaradi nesposobnosti vodenja vojne proti Nemčiji diskreditiran. Za ostale, zlasti de Gaulla, čigar popularnost je bila ogromna, je bila potrebna nova ureditev. Ob tem vprašanju se je pojavil problem zastopanja in same legitminosti moči, saj nobeden od teh ljudi, ki so želeli spremembe, ni bil izvoljen.

### Prvi Državni zbor
Začasna vlada Republike Francije se je 21. oktobra 1945 odločila izvesti dvojni referendum o vprašanju institucij in parlamentarnih volitev. Prvo referendumsko vprašanje je bila privolitev v novi ustavodajni zbor ob pozitivnem rezultatu več kot 96% ZA, drugo vprašanje je bilo namenjeno omejitvi moči Zbora ob dvotretjinskem rezultatu ZA. Volitve, izvedene na isti dan kot referendum, so prinesle uspeh trem glavnim strankam: Francoski komunistični partiji (Parti communiste français - PCF), ki je vlekla svoj ugled kot odporniške organizacije iz časa druge svetovne vojne, Narodno republikanskega gibanja (Mouvement républicain populaire - MRP), navdahnjenega s krščansko demokracijo, in Socialistični stranki (Parti socialiste - SFIO). Te so se posledično združile v enotno vladajočo silo, imenovano tripartizem, in soglasno potrdile de Gaulla za predsedujočega. Tradicionalna desnica in radikali, ki so vladali pred drugo svetovno vojno, so se znašli v stanju razpadanja.
Sledile so pomembne razprave o novi četrti ustavi. Med glavnimi strankami je bil načelen dogovor o parlamentarnem sistemu vladanja s tem, da so se komunisti in socialisti nagibali k enodomnemu parlamentu, od katerega bi bile odvisne vse druge ustanove, medtem ko so krščanski demokrati dali prednost dvodomnemu parlamentu z močnejšo izvršilno oblastjo. Ob prevladujoči odločitvi k parlamentarnemu sistemu vodenja (in s tem proti predsedniškemu sistemu) je začasni predsednik vlade de Gaulle 20. januarja 1946 odstopil s položaja predsednika.
Prvi osnutek stave je bil sprejet 19. aprila 1946 z glasovi komunistično - socialistične večine s predvidenim enodomnim parlamentom, ki ne bi izvolil le vlade temveč tudi predsednika države. Poleg tega bi imel bodoči Conseil de l'Union française kot predstavnik prekomorskih ozemelj le posvetovalno funkcijo. V osnutku so bile z 39 členi podane ne samo državljanske in politične pravice temveč tudi ekonomske in socialne pravice. Na referendumu 5. maja je bil osnutek ustave zavrnjen s 53% glasov proti (ob 80,7% volilni udeležbi), s čimer je bila poslanska zbornica ponovno pozvana, naj v sedmih mesecih pripravi novo ustavo, posledično je prišlo tudi do podaljšanja začasne vlade, ki jo je po de Gaullu prevzel socialist Félix Gouin.

### Drugi Državni zbor
Zaradi zavrnitve osnutka ustave so bile za 2. junij organizirane nove volitve, ki pa niso bistveno spremenile moči v poslanski zbornici. PCF je ohranila 26% glasov, z 28,2% glasov jo je prehitela MRP, medtem ko je SFIO prejela 21% glasov. Novi predsednik vlade je tako postal krščanski demokrat Georges Bidault, še vedno pa je obveljal tripartizem. 
Poleti 1946 je vlada predstavila novi osnutek ustave, čeprav le malo spremenjen - s predlogom dvodomnega parlamenta. Spodnji dom Državni zbor naj bi predlagal zakone, medtem ko bi jih zgornji dom Državni svet, neodvisen od Zbora, ratificiral. Sistem se bi zgledoval po parlamentu, resnična izvršilna moč bi bila v rokah predsednika Zbora, predsednik države bi imel zgolj obrobno vlogo, čeprav bi slednji ostal na čelu vojske. Projekt je močno skritiziral de Gaulle v svojem govoru 29. septembra, kljub temu je bila ustava potrjena na referendumu 13. oktobra 1946 s 53,5% glasov ZA.

## Četrta republika

### Politični sistem
Ustanove Četrte republike so bile v osnovi podobne njihovim predhodnicam iz Tretje republike. Obstajal je sistem dvodomnega parlamenta s šibkim predsednikom države in ministrskim predsednikom vlade, ki je imel močno izvršilno oblast. Ustava, potrjena na referendumu, je polno zaživela po 27. oktobru 1946.
Predsednik je bil izvoljen v parlamentu na skupnem zasedanju obeh domov za obdobje sedmih let. V nasprotju s Tretjo republiko je bila med obema domovoma jasna ločnica; poslanski Državni zbor je imel prednost pred Conseil de la République, slednji je imel zgolj svetovalno vlogo.

### Dosežki
Največji uspeh katerekoli vlade v obdobju Četrte republike je razglasitev tim. Schumanove deklaracije o ustanovitvi Evropske skupnosti za premog in jeklo (ESPJ) 9. maja 1950, ki sta jo predlagala francoski zunanji minister Robert Schuman in ekonomist - teoretik Jean Monnet kot pot za preprečitev nadaljnje vojne med Francijo in Nemčijo. Čeprav je bila vanjo povabljena tudi Velika Britanija, pa se njena laburistična vlada, ki se je pripravljala na volitve, ni pridružila iniciativi. ESPJ je bila formalno ustanovljena 18. aprila 1951 v Parizu s podpisom sporazuma, kateremu so se poleg Francije in Zahodne Nemčije pridružile še Italija ter vse tri države Beneluxa - Belgija, Nizozemska in Luksemburg.

### Kriza Četrte republike
S širokim političnim spektrom in globoko ideološko ločnico je bilo zlasti v luči trenutnih razmer v parlamentu težko oblikovati stabilno vladno večino. Vlade Četrte republike so se po navadi oblikovale kot koalicija več strank. Od leta 1947 dalje največja med njimi, PCF, ni več sodelovala v nobeni od njih. V teh okoliščinah je bila lažja verjetnost strmoglavljenja vlade. Dejansko je bila glavna značilnost Četrte republike pogosto menjavanje vlad, povprečno je posamezna vlada delovala zgolj pol leta. Krizo državnih institucij so poleg tega zaznamovale tudi druge krize, ki so vplivale na stanje v državi:
- prva indokitajska vojna (1946-54), ki se je končala z vojaškim porazom Francije in neodvisnostjo Kambodže, Laosa in Vietnama, kasneje Alžirska osamosvojitvena vojna (1954-62), ki je zapečatila usodo Četrte republike,

- prevladujoč spor okoli evropske obrambne politike, ki se je vlekel dve leti (1952-54), je bil kriv za menjavo več vlad,

- izvolitev predsednika države Cotyja v decembru 1953, za katerega je bilo potrebnih kar 13 glasovanj.

### Konec Četrte republike
Glede na veliko število konfliktnih primerov in nerešljivost Alžirske krize (1957/58) se ni dalo več uspešno oblikovati stabilne vlade. Zaporedni vladi Bourgès-Maunouryja in Gaillarda sta vedno bolj izgubljali nadzor nad vojsko. Nedopustni poseg vojske na ozemlju neodvisne Tunizije je ovzročil padec Gaillardove vlade, sledilo je enomesečno obdobje iskanja njegovega naslednika. Ko je bil 13. maja 1958 končno izbran za predsednika krščanski demokrat Pierre Pflimlin, je v Alžiriji prevzel moč nad vojsko "Odbor za socialno skrbstvo" pod vodstvom generala Massuja. Pod vtisom poskusa državnega udara so v Parizu le uspeli oblikovati novo vlado, politični položaj pa je še vedno ostal nestabilen.
15. maja je Charles de Gaulle na svojem domu v Colombey-les-Deux-Églises naznanil ponoven vstop v politiko, potem ko je iz nje izstopil nekaj let prej po porazu in razpustitvi svoje stranke RPF (Rassemblement du Peuple francais) in bil v času nacionalne krize "pripravljen prevzeti oblast v republiki". V sporočilu za Državni zbor je takratni predsednik države Coty dejal, da se je obrnil na de Gaulla in ga prosil za oblikovanje nove vlade, obenem pa zagrozil z odstopom. Tako je de Gaulle 1. junija postal novi ministrski predsednik vlade, v katero so bile vključene vse stranke razen PCF. Naslednji dan je bil izglasovan ustavni zakon, s katerim je dobil izredna pooblastila v izvršilni in zakonodajni veji, vključno mandat za sestavo osnutka nove ustave v roku šestih mesecev. Poslanska zbornica je bila ukinjena za nedoločen čas.
Nova ustava je sledila de Gaullovi predstavitvi ustave z udeležbo Svetovalnega odbora pod vodstvom njegovega zaupnika Michela Debréja. 28. septembra 1958 je sledil referendum, na katerem je bila nova ustava sprejeta z odobrenimi 79,25% glasov volivcev ob 83,3% volilni udeležbi. Tako je bila Četrta republika uradno zaključena, hkrati pa ustanovljena Peta republika.

## Seznam ministrskih predsednikov Četrte republike
| ministrski predsednik    | prevzem dolžnosti  | stranka   |
| ------------------------ | ------------------ | --------- |
| Paul Ramadier            | 22. januar 1947    | SFIO      |
| Robert Schuman           | 24. november 1947  | MRP       |
| André Marie              | 26. julij 1948     | radikalci |
| Robert Schuman           | 5. september 1948  | MRP       |
| Henri Queuille           | 11. september 1948 | radikalci |
| Georges Bidault          | 28. oktober 1949   | MRP       |
| Henri Queuille           | 2. julij 1950      | radikalci |
| René Pleven              | 12. julij 1950     | UDSR      |
| Henri Queuille           | 10. marec 1951     | radikalci |
| René Pleven              | 11. avgust 1951    | UDSR      |
| Edgar Faure              | 20. januar 1952    | radikalci |
| Antoine Pinay            | 8. marec 1952      | CNIP      |
| René Mayer               | 8. januar 1953     | radikalci |
| Joseph Laniel            | 27. junij 1953     | CNIP      |
| Pierre Mendès-France     | 18. junij 1954     | radikalci |
| Edgar Faure              | 23. februar 1955   | radikalci |
| Guy Mollet               | 31. januar 1956    | SFIO      |
| Maurice Bourgès-Maunoury | 12. junij 1957     | radikalci |
| Félix Gaillard           | 6. november 1957   | radikalci |
| Pierre Pflimlin          | 13. maj 1958       | MRP       |
| Charles de Gaulle        | 1. junij 1958      | UNR       |
|                          | 8. januar 1959     |           |